# Notia Serifοs
Notia Serifοs este o arie protejată (arie specială de conservare — SAC, sit de importanță comunitară — SCI) din Grecia întinsă pe o suprafață de 4.753,53 ha, integral pe uscat.

## Localizare
Centrul sitului Notia Serifοs este situat la coordonatele 37°08′38″N 24°27′51″E / 37.143925°N 24.464126°E.

## Înființare
Situl Notia Serifοs a fost declarat sit de importanță comunitară în aprilie 1997 pentru a proteja 3 specii de animale. Situl a fost protejat și ca arie specială de conservare în martie 2011.

## Biodiversitate
Situată în ecoregiunile marină mediteraneană și mediteraneană, aria protejată conține 13 habitate naturale: Straturi cu Posidonia (Posidonion oceanicae), Golfuri mici largi și golfuri puțin adânci, Recifuri, Vegetație anuală la limita mareei, Faleze cu vegetație de Limonium spp. endemic de pe coastele mediteraneene, Dune mobile cu vegetație embrionară, Râuri mediteraneene cu debit intermitent, cu specii de Paspalo-Agrostidion, Tufărișuri termo-mediteraneene și de pre-deșert, Sarcopoterium spinosum phryganas, Pante stâncoase calcaroase cu vegetație casmofită, Peșteri marine scufundate complet sau parțial, Galerii și tufărișuri riverane sudice (Nerio-Tamaricetea și Securinegion tinctoriae), Păduri de Quercus macrolepis.
La baza desemnării sitului se află mai multe specii protejate:
- mamifere (1): delfin mare (Tursiops truncatus)
- reptile (2): Mauremys rivulata, elaphe situla (Zamenis situla)

Pe lângă speciile protejate, pe teritoriul sitului au mai fost identificate 14 specii de plante, 2 specii de amfibieni, 1 specie de mamifere, 7 specii de nevertebrate, 7 specii de reptile.